# Tállya
Tállya is een plaats (község) en gemeente in het Hongaarse comitaat Borsod-Abaúj-Zemplén. Tállya telt 2179 inwoners (2001).